# کلود فرانسوا شووو-لاگارد
کلود فرانسوا شووو-لاگارد (انگلیسی: Claude François Chauveau-Lagarde; ۲۱ ژانویهٔ ۱۷۵۶ – ۲۰ فوریهٔ ۱۸۴۱) حقوقدان، و وکیل اهل فرانسه بود.
او در ۱۶ مه ۱۷۹۳ وکیل فرانسیسکو د میراندا قبل از دادگاه انقلاب بود که به لطف تقاضای مؤثر او، متهم تبرئه شد.
وی همچنین برندهٔ جوایزی همچون لژیون دونور (شوالیه) شده‌است.
کلود فرانسوا شووو-لاگارد در ۲۰ فوریه ۱۸۴۱ درگذشت و مقبره وی در گورستان مون‌پارناس، پاریس است.